# Sepideh
Sepideh - Drømmen om stjernerne er en dokumentarfilm fra 2013 instrueret af Berit Madsen efter eget manuskript.

## Handling
Sepideh vil være astronaut. Hun bruger sine nætter på at udforske universets hemmeligheder, men hendes familie gør alt for at få hende ned på jorden igen. Der er helt andre krav til en ung iransk kvinde, og hendes planer om at komme på universitetet er i fare. Men Sepideh holder fast i sin drøm. Hun tager kampen op og allierer sig med verdens første kvindelige rumturist, Anousheh Ansari.